# Sathytes
Genre
Sathytes est un genre de coléoptères de la famille des Staphylinidae et de la sous-famille des Pselaphinae.

## Liste des espèces
Le genre comprend les espèces suivantes :
- Sathytes appendiculatus Löbl, 1979
- Sathytes borneoensis Shen & Yin, 2019
- Sathytes clavalis (Jeannel, 1957)
- Sathytes clavatus Löbl, 1979
- Sathytes cristatus Yin, Zi-Wei & Li-Zhen Li, 2012
- Sathytes excavatus Löbl, 1979
- Sathytes excertus Yin, Zi-Wei & Li-Zhen Li, 2012
- Sathytes franzi Löbl, 1979
- Sathytes fuliginosus (Jeannel, 1960)
- Sathytes grandis Löbl, 1979
- Sathytes hamulifer Löbl, 1979
- Sathytes imitator Löbl, 1979
- Sathytes larifuga Shen & Yin, 2019
- Sathytes larinus Yin, Zi-Wei & Li-Zhen Li, 2012
- Sathytes liuyei Shen & Yin, 2019
- Sathytes longitrabis Yin, Zi-Wei & Li-Zhen Li, 2012
- Sathytes longwangshanus Yin, Zi-Wei & Li-Zhen Li, 2012
- Sathytes magnus Yin, Zi-Wei & Li-Zhen Li, 2012
- Sathytes minutus Löbl, 1979
- Sathytes montanus Löbl, 1979
- Sathytes oculatus Löbl, 1979
- Sathytes paulus Yin, Zi-Wei & Li-Zhen Li, 2012
- Sathytes perpusillus Yin, Zi-Wei & Li-Zhen Li, 2012
- Sathytes punctiger Westwood, 1870
- Sathytes rarus Yin, Zi-Wei & Li-Zhen Li, 2012
- Sathytes reductus Löbl, 1979
- Sathytes rufus Raffray, 1894
- Sathytes shihongliangi Shen & Yin, 2019
- Sathytes sichuanicus Yin, Zi-Wei & Li-Zhen Li, 2012
- Sathytes simplex Löbl, 1979
- Sathytes tangliangi Yin, Zi-Wei & Li-Zhen Li, 2012
- Sathytes tibialis Yin, Zi-Wei & Li-Zhen Li, 2012
- Sathytes usitatus Yin, Zi-Wei & Li-Zhen Li, 2012
- Sathytes vafelus Löbl, 1979
- Sathytes vespertinus Raffray, 1890
- Sathytes wuyishanus Yin, Zi-Wei & Li-Zhen Li, 2012
- Sathytes yunnanicus Yin, Zi-Wei & Li-Zhen Li, 2012

## Taxinomie
Le genre est décrit en 1870 par l'entomologiste John Obadiah Westwood.